# Marianne Sloet van Oldruitenborgh-Oosterbaan
Marianne Sloet van Oldruitenborgh-Oosterbaan ('s-Gravenhage, 13 augustus 1955) is een Nederlands hoogleraar interne diergeneeskunde aan de Universiteit Utrecht.

## Biografie
Sloet studeerde af in de diergeneeskunde in 1982 aan de Universiteit van Utrecht. Daarna werd ze universitair (hoofd)docent diergeneeskunde aan die universiteit. Ze promoveerde te Utrecht in de diergeneeskunde in 1990 op Heart rate and blood lactate in exercising horses over de hartslag- en melkzuurwaarden in het bloed bij het paard tijdens inspanning. Per 1 januari 2013 werd ze benoemd tot hoogleraar Equine Internal Medicine te Utrecht waar ze op 8 september 2015 de inaugurele rede Paardengeneeskunde binnenstebuiten uitsprak.
Ze was hoofdredacteur van het Tijdschrift voor Diergeneeskunde en was voorzitter of lid van organen bij de Koninklijke Nederlandse Maatschappij voor Diergeneeskunde (KNMvD), voorzitter van de Stichting Veearbitrage en voorzitter van de Werkgroep Diergezondheid Sectorraad Paarden.

### Eerbetoon
In 2000 kreeg ze een prijs van de KNMvD, in 2009 de Interpolisprijs EVC en in 2017 werd ze benoemd tot lid van verdienste van de KNMvD. Voorts is ze erelid van het European College of Equine Internal Medicine.

### Privé
Prof. dr. M.M. barones Sloet van Oldruitenborgh-Oosterbaan is sinds 1981 getrouwd met ir. Anthony Boudewijn baron Sloet van Oldruitenborgh, telg uit het oud-adellijke geslacht Sloet, met wie ze twee dochters kreeg.